# Соляний промисел Salin de Giraud
Соляний промисел Salin de Giraud – потужний гірничодобувний майданчик на південному сході Франції, що здійснює видобуток хлориду натрію. 
Перші відомості щодо соляних промислів в усті Рони відносяться до XII століття. Втім, повномасштабний промисловий розвиток почався в 1856 році, коли підприємець Анрі Мерль (Henry Merle), придбав 8 тисяч гектарів солончаків на правобережжі Рони незавдовго до її впадіння до Середземного моря і організував тут вилучення хлориду натрію з морської води. Сіль була необхідна для заводу кальцинованої соди в Салендрі (Salindres), що належав заснованій Мерлем Compagnie des Produits Chimiques Henri Merle (з 1897-го Société des Produits Chimiques d'Alais et de la Camargue, а з 1950-го Pechiney). Первісна потужність промислу становила 30 тисяч тонн на рік. Ще одним великим споживачем міг бути розташований в Сен-Фоні завод компанії Saint-Gobain. 
В 1897-му бельгійська компанія Solvay запустила в Salin de Giraud свій завод кальцинованої соди, який став значним споживачем хлориду натрію (при цьому в 1902-му Péchiney припинила продукування соди, що базувалось на менш ефективному процесі Леблана, та розпочала закупки соди в Solvay). В 1962-му завод Solvay припинив діяльність з виробництва соди (та, відповідно, закупівлю солі), проте все більше хлориду натрію потребував завод хімії хлору та мономеру вінілхлориду в Сент-Обані.
З 1971-го промисел належав Compagnie des Salins du Midi et des Salines de l'Est (група Salins), яка викупила його у дочірньої компанії Pechiney – Societe Saliniere de Camargue. 
Станом на початок 2000-х потужність майданчику складала 0,8 млн тонн хлориду натрію на рік. Для цього в ставки, розміщені на площі 11 тисяч гектарів, відбувалось закачування морської води в обсягах 10 – 15 м3/с, а за рік загальний обсяг розсолів в ставках становив до 35 млн м3. Окрім хлориду натрію отримували продукти магнію – сульфат, гідроксид, хлорид.
Вивіз солі з 1958-го міг здійснюватись за допомогою залізничного парому, який надав доступ до розташованої на протилежному березі Рони залізниці (наразі вже не працює).
В 2005-му припинилось продукування мономеру вінілхлориду в Сент-Обані, що призвело до перепроектування промислу Salin de Giraud зі зменшенням його потужності до 0,34 млн тонн на рік.